# Urianus
Urianus est un roi légendaire de l'île de Bretagne (actuelle Grande-Bretagne), dont l’« histoire » est rapportée par Geoffroy de Monmouth dans son Historia regum Britanniae (vers 1135).

## Contexte
Urien ap Andryw est un souverain fictif de l'île de Bretagne mentionné par Geoffroy de Monmouth sous le nom d'Urianus, comme le 7e des 25 rois qui règnent entre la mort de Katellus [Cadell ap Geraint] et le règne d'Heli, c'est-à-dire: Beli Mawr. Il est le fils d'Andragius [Andryw] à qui il succède, et il a comme successeur Eliud. Rien n'est précisé sur son règne mais le nom du personnage semble renvoyer au roi Urbgen ou  Urien mentionné dans l'Historia Brittonum et dans les poèmes gallois. Il est également évoqué dans le Brut y Brennihed avec les noms repris entre [ ].

## Sources
- Geoffroy de Monmouth Histoire des rois de Bretagne, traduit et commenté par Laurence Mathey-Maille, Édition Les belles lettres, coll. « La roue à livres », Paris, 2004,  (ISBN 2-251-33917-5)
- (en) Peter Bartrum, A Welsh classical dictionary: people in history and legend up to about A.D. 1000, Aberystwyth, National Library of Wales, 1993 (ISBN 9780907158738), p. 725 URIEN ab ANDRYW. (Fictitious). (Second century B.C.)